# فيرونيكا فرانز
فيرونيكا فرانز (بالألمانية: Veronika Franz)‏ (و. 1965  م) هي كاتبة سيناريو، ومخرجة أفلام  نمساوية، ولدت في فيينا.

## جوائز
حصلت على جوائز منها:
جائزة الفيلم النمساوية ‏

## وصلات خارجية
- فيرونيكا فرانز في قاعدة بيانات الأفلام على الإنترنت
- فيرونيكا فرانز  على موقع أول موفي